# 松小屋ノ頭
松小屋ノ頭（まつごやノあたま）は丹沢大山国定公園内、清川村に位置する標高903mの山。

## 付近の山
- 高畑山 （766m）
- 東峰（本間ノ頭） （1,345m）
- 中峰（円山木ノ頭） （1,360m）